# Moses Hadas
Moses Hadas (1900–1966) foi um professor universitário norte-americano, uma das mais destacadas autoridades em assuntos de História Antiga do século XX e tradutor de inúmeros trabalhos. Foi Professor de Grego na Universidade de Colúmbia e ex-presidente do Departamento de Grego e Latim. Seus livros incluem obras como Hellenistic Culture, Ancilla to Classical Reading e Humanism, além de traduções de Tácito e Cícero.
Nascido em Kansa e educado em Atlanta numa casa Judáica Ortodoxa iídiche, Hadas estudou Rabino; ele graduou-se pelo Seminário Teológico Judeu da América (1926) e fez seu doutorado em clássicos quatro anos depois. Ele falava fluentemente iídiche, alemão, hebráico antigo, grego antigo, latim, francês, italiano, dentre outras línguas.
Seus anos mais produtivos foram nos tempos da Universidade de Colúmbia, onde foi um colega de Jacques Barzun e Lionel Trilling. Lá, ele usou seu talento para línguas, combinado com um impulso popularizante, para compensar os métodos clássicos predominantes do dia - criticismo textual e gramática -, apresentando os clássicos, até mesmo em tradução, como dignos de estudo como trabalhos literários em seu próprio direito.
As aparições do Dr. Hadas em programas de rádio e televisão granjearam-lhe um grande público tanto dentro como fora dos círculos acadêmicos.